# Cassida seladonia
Cassida seladonia é uma espécie de insetos coleópteros polífagos pertencente à família Chrysomelidae.
A autoridade científica da espécie é Gyllenhal, tendo sido descrita no ano de 1827.
Trata-se de uma espécie presente no território português.